# ناحیه جهل مگسی
ناحیه جهل مگسی (به انگلیسی: Jhal Magsi District) یکی از ناحیه‌های پاکستان در پاکستان است که در ایالت بلوچستان واقع شده‌است. ناحیه جهل مگسی ۳٬۶۱۵ کیلومتر مربع مساحت و ۱۴۹٬۲۲۵ نفر جمعیت دارد.